# Paisagem de inverno com patinadores
Paisagem de inverno com patinadores é uma pintura a óleo em carvalho, feita em 1608, e pintada pelo artista holandês Hendrick Avercamp. Encontra-se no acervo do Rijksmuseum.
A pintura mostra patinadores de gelo de todos os tipos que aproveitam o dia em um rio congelado. Estas figuras espalham-se entre os moradores que cuidam das tarefas diárias. Um cachorro mastiga uma carcaça morta no canto inferior esquerdo. Um barco navega sobre um trenó, ao fundo, enquanto um grupo de pescadores se esforça para liberar um veleiro congelado em primeiro plano.  Uma armadilha para pássaros é vista à esquerda, entre outros implementos agrícolas. Toda a cena é ofuscada por uma igreja à esquerda. 
Paisagem de inverno com patinadores é considerado um dos primeiros trabalhos de Avercamp. Foi pintado em um estilo fortemente reminiscente de Pieter Bruegel, na pintura Paisagem de Inverno com patinadores de gelo e armadilha para pássaros. Alguns aspectos dessa imagem são tirados diretamente das obras de Bruegel, como a armadilha para pássaros — que também aparece em outras obras de Avercamp. O tema da tela foi influenciado pela Pequena Idade do Gelo, particularmente no inverno frio de 1607-1608. Avercamp foi o primeiro dos pintores holandeses a se especializar em cenas de neve. 
A pintura é assinada com grafite calafetado, no canto inferior direito, sobre a cabana do pescador que está em primeiro plano.
O quadro foi adquirido pelo Rijksmuseum em 1897, com a ajuda da Vereniging Rembrandt. Apareceu como um destaque de coleção em catálogos do museu desde então. 

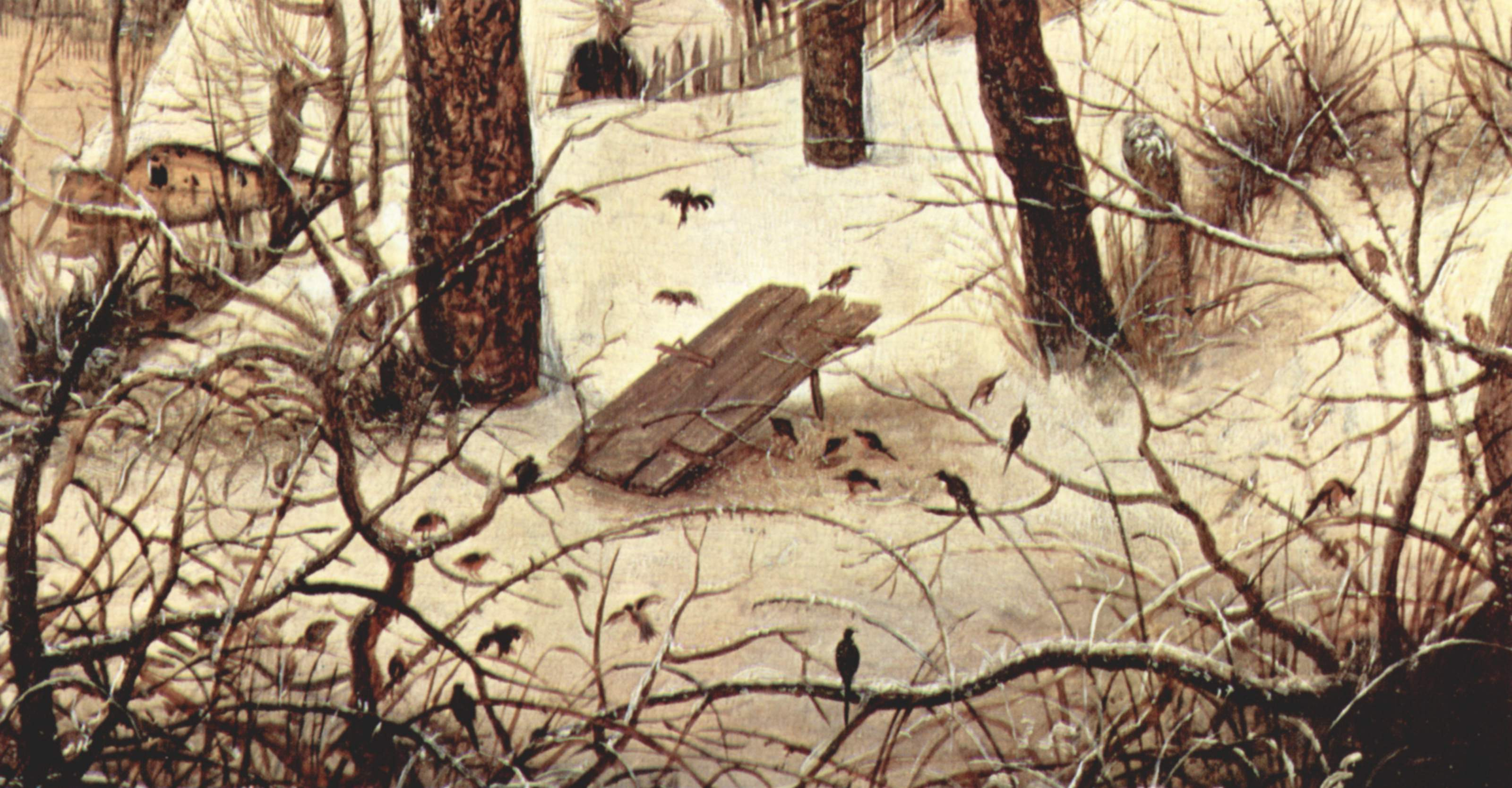
Detalhe da Paisagem de Inverno com patinadores de gelo e armadilha para pássaros de Bruegel, do Museu de História da Arte em Viena
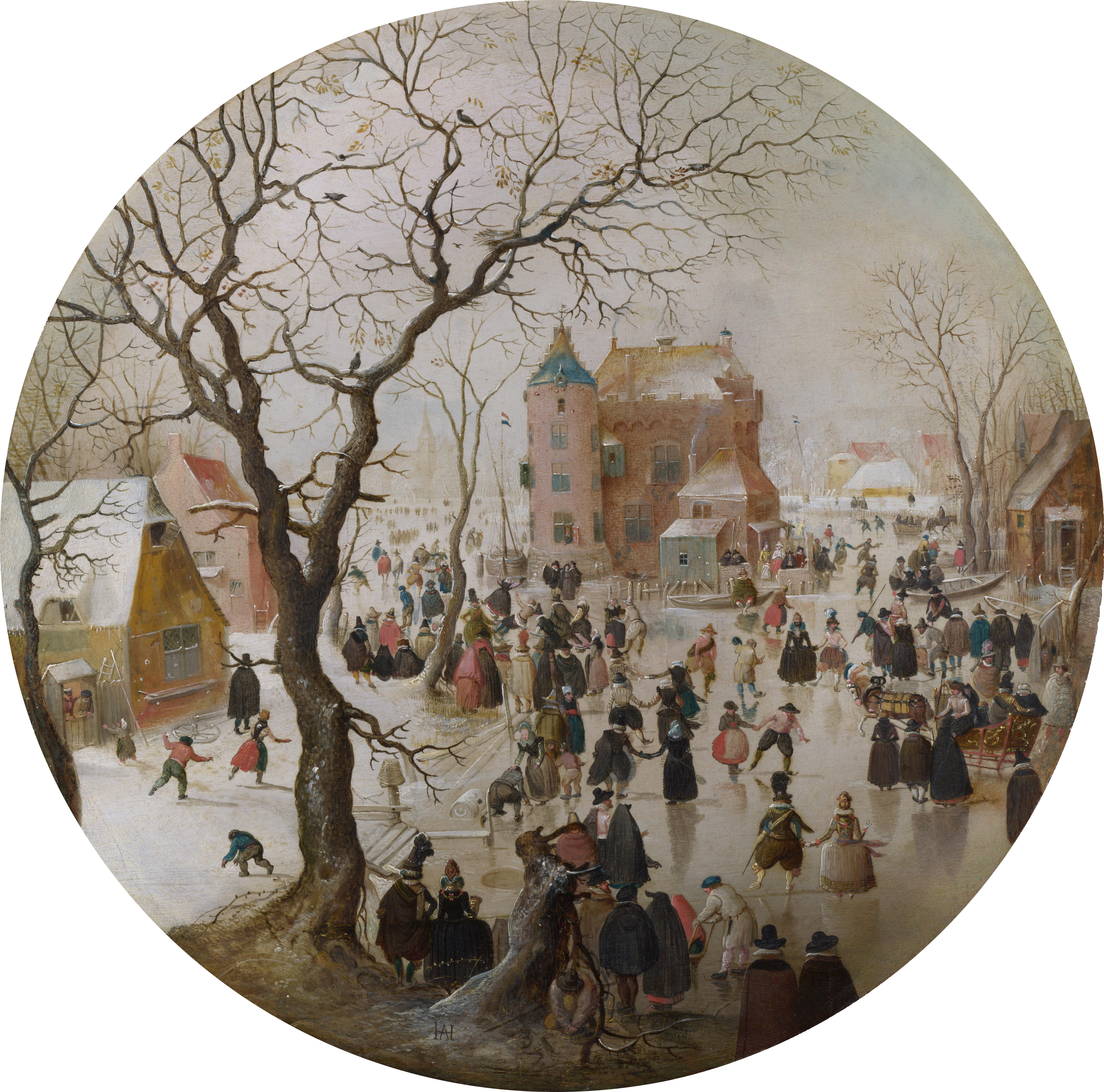
Avercamp, Cena de inverno com patinadores perto de um castelo, 1608-09, National Gallery, Londres
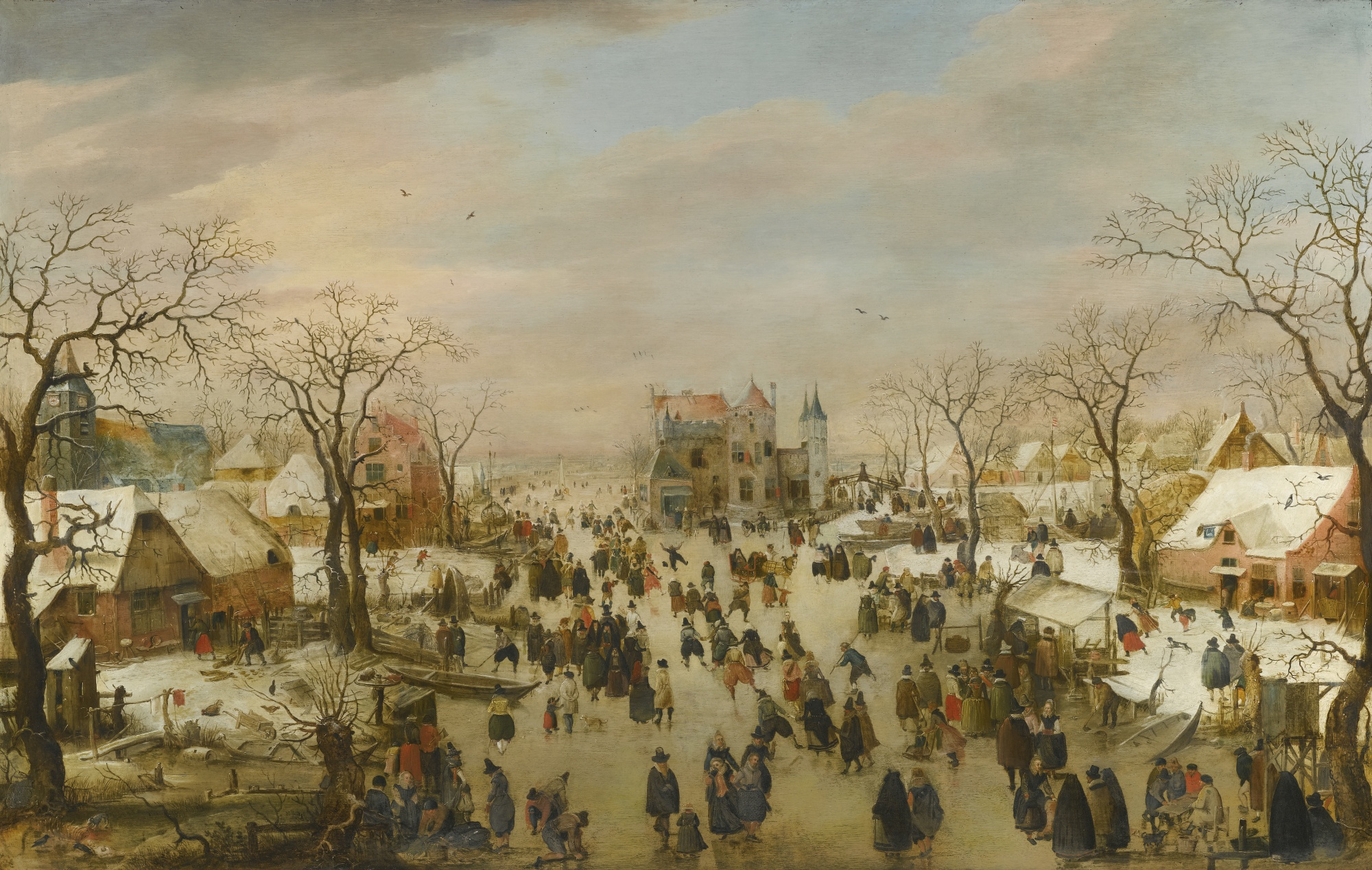
Paisagem de inverno, por Avercamp, com um cachorro mastigando uma carcaça morta e uma armadilha para pássaros, 1610